# Konchiologia

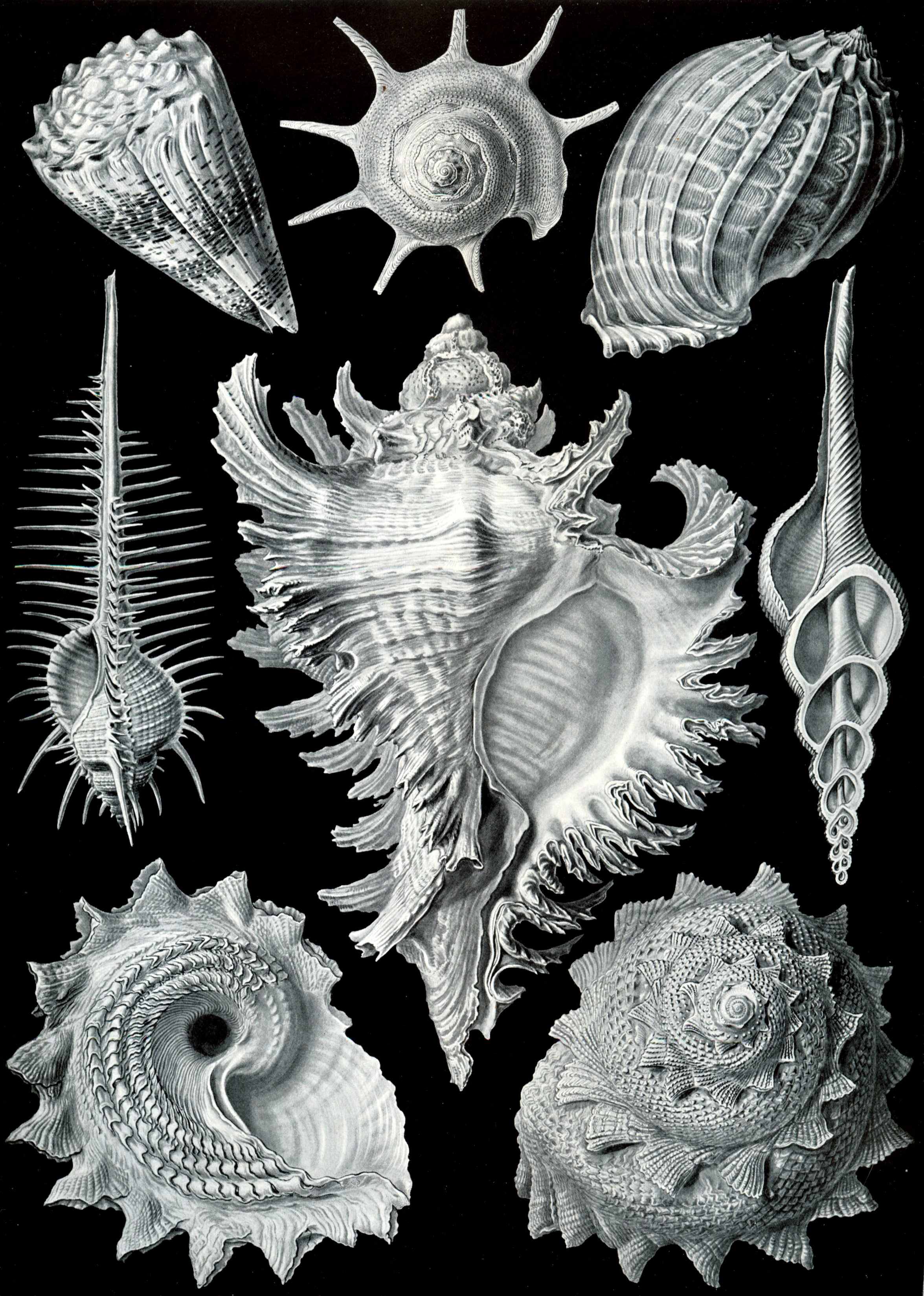
53 sztych, z dzieła Ernsta Haeckela Kunstformen der Natur (1904), prezentujący muszle różnych gatunków ślimaków

Konchiologia (z gr. konche – muszla) – nauka zajmująca się badaniem skorup mięczaków – zwanych konchami lub muszlami.
Stosunkowo mało popularna dziedzina nauki skupiająca przeważnie indywidualne osoby, zainteresowane tematyką i tworzące kolekcje konchologiczne. Kolekcje takie posiadają również niektóre placówki naukowe zajmujące się badaniem fauny, zwłaszcza mórz i oceanów – to morskie zwierzęta wytworzyły największą różnorodność konch.
Głównymi celami starań kolekcjonerskich i badań naukowych są:
- małże:
  - Chamidae – ziejkowate
  - Pectinidae – przegrzebkowate
  - Spondylidae
- ślimaki morskie:
  - Bursidae
  - Conidae – stożki
  - Cypraeidae – porcelanki
  - Cymatiidae – trytony
  - Epitoniidae – skalarie/krętochody
  - Fasciolariidae
  - Haliotidae – słuchotki
  - Harpidae – wręgi
  - Melongenidae – melongeny
  - Mitridae – mitry
  - Muricidae – rozkolce
  - Olividae – oliwki
  - Ovulidae
  - Pleurotomariidae
  - Strombidae – skrzydelniki
  - Terebridae
  - Trividae – triwie
  - Turbinidae – turbany
  - Volutidae – zwójki
  - Xenophoridae – śmieciarki
- głowonogi:
  - Argonautidae
  - Nautilidae – łodziki

Oprócz tych najpopularniejszych gromad i gatunków konchiologia zajmuje się ślimakami lądowymi, skorupiakami, szkarłupniami, w tym jeżowcami.

## Galeria

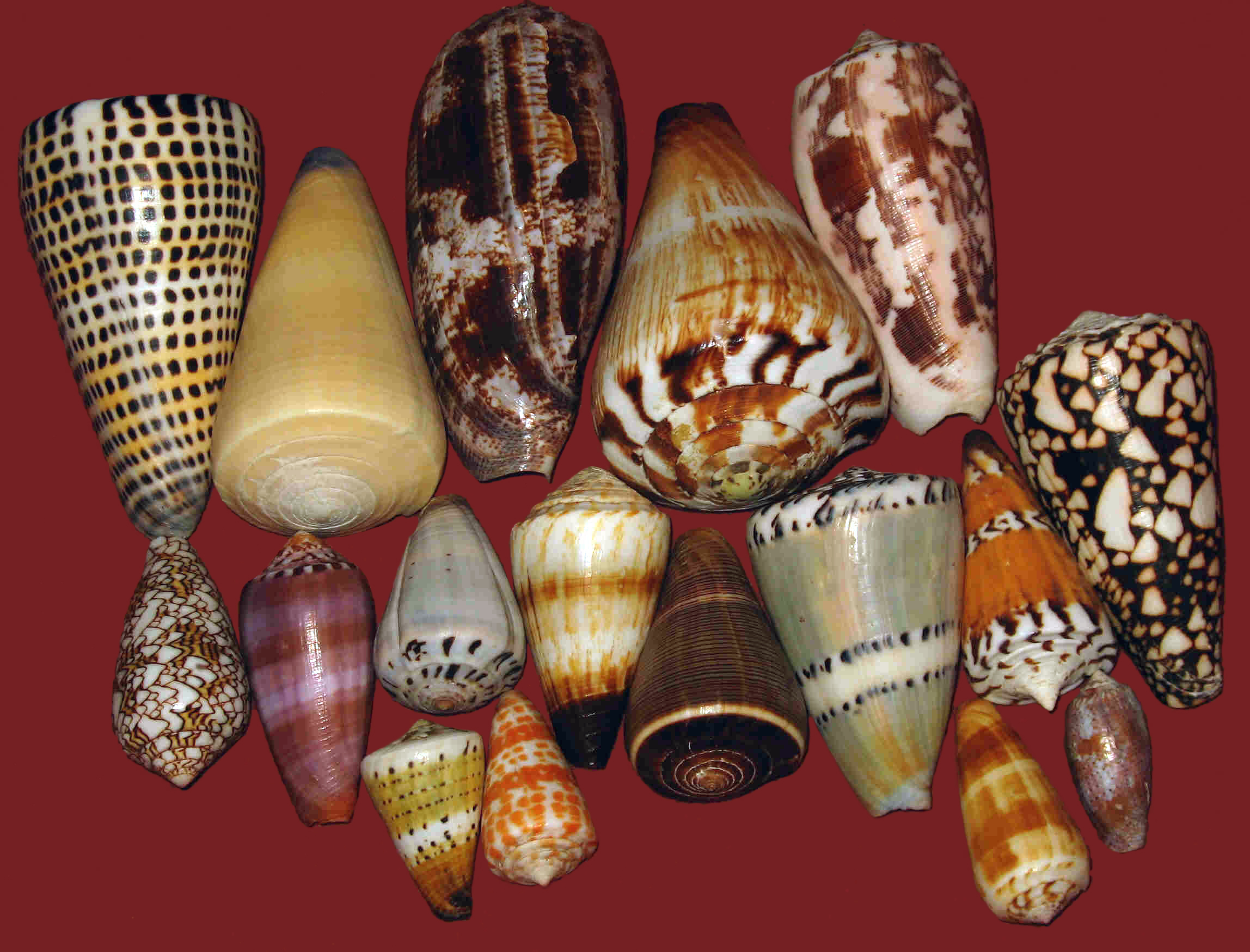
Fragment kolekcji stożków
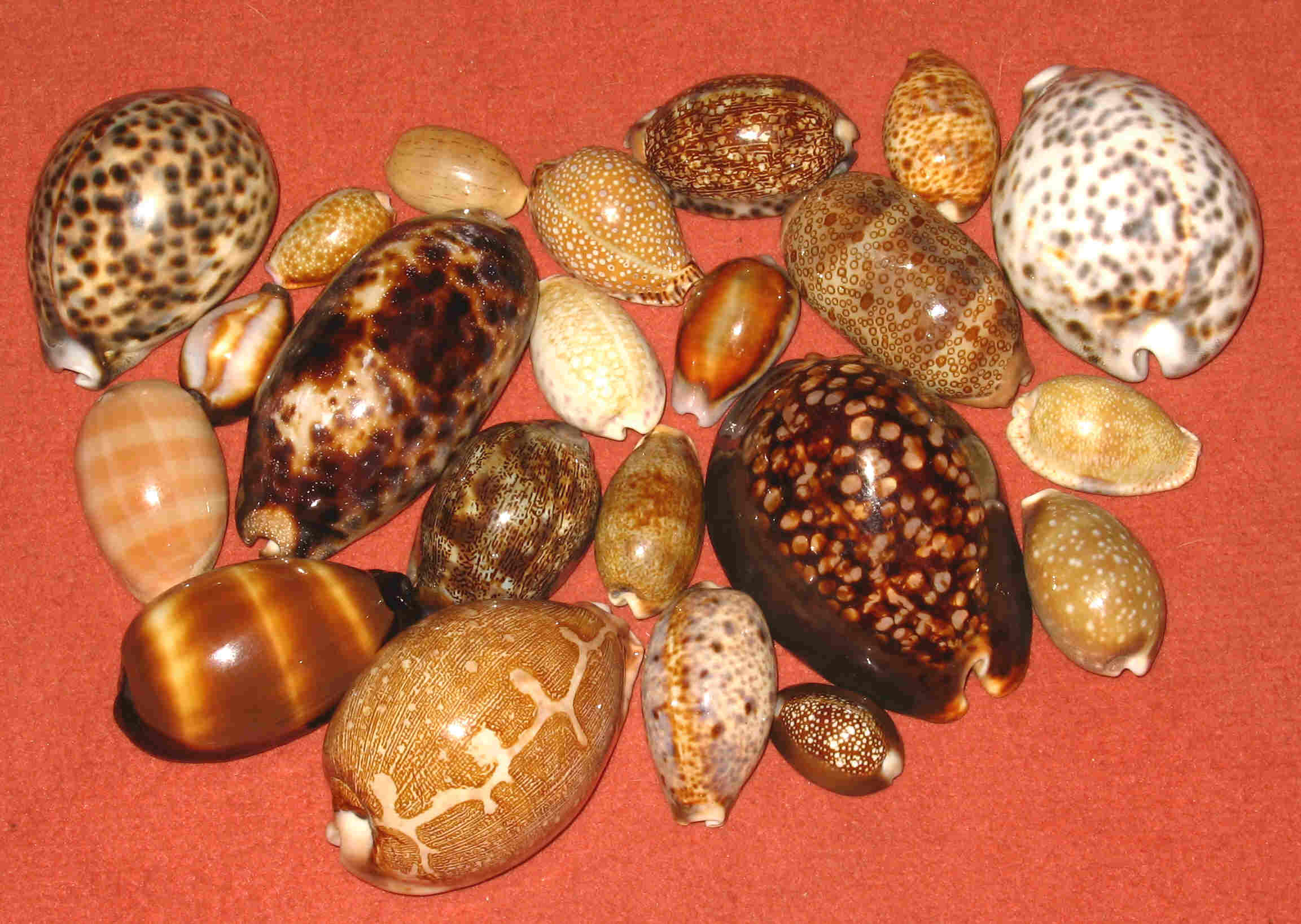
Fragment kolekcji porcelanek
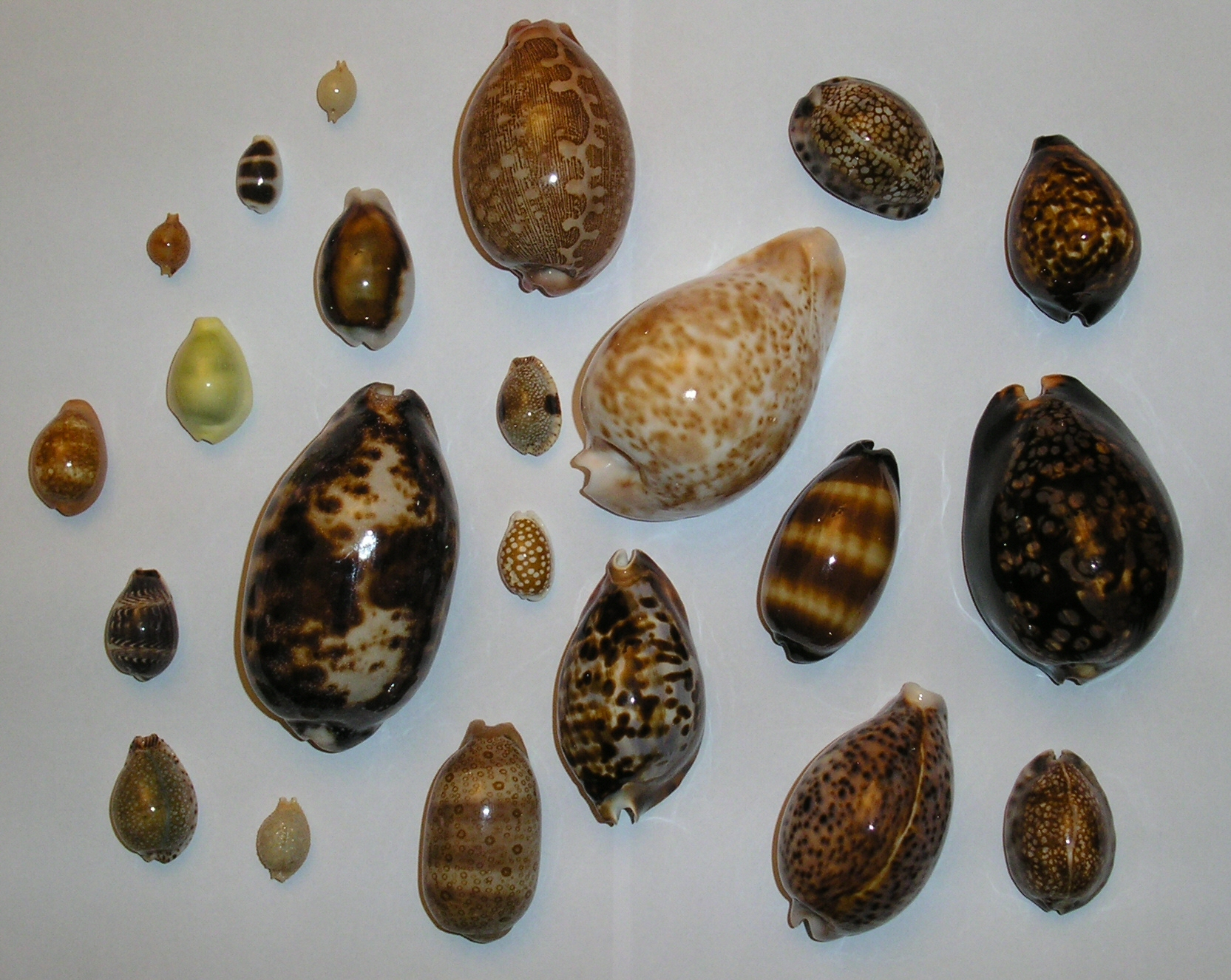
Fragment kolekcji porcelanek